# Titularbistum Babra
Babra ist seit 1933 ein Titularbistum der römisch-katholischen Kirche.
Es geht zurück auf einen früheren Bischofssitz in der gleichnamigen antiken Stadt, die sich in der römischen Provinz Numidien befand.
| Titularbischöfe von Babra |                                     |                                           |                  |                   |
| Nr.                       | Name                                | Amt                                       | von              | bis               |
| 1                         | Giustino Giulio Pastorino OFM       | Apostolischer Vikar von Benghazi (Libyen) | 11. Januar 1965  | 26. April 2005    |
| 2                         | Barry Wood OMI                      | Weihbischof in Durban (Südafrika)         | 10. Oktober 2005 | 2. Mai 2017       |
| 3                         | Antônio de Assis Ribeiro SDB        | Weihbischof in Belém do Pará (Brasilien)  | 28. Juni 2017    | 18. Dezember 2024 |
| 4                         | Miguel Ángel Contreras Llajaruna SM | Weihbischof in Callao (Peru)              | 15. Mai 2025     |                   |